# Austria vs. Alemania Federal (Copa Mundial de Fútbol de 1978)
Austria vs. Alemania Federal fue un partido correspondiente al Grupo A de la segunda fase de la Copa Mundial de Fútbol de 1978, disputada en Argentina. El encuentro se llevó a cabo el 21 de junio de 1978 en el Estadio Córdoba, y finalizó con victoria 3–2 del primero. En Austria, el partido es conocido como el «Milagro de Córdoba» (en alemán: Das Wunder von Córdoba), mientras que en Alemania como la «Vergüenza de Córdoba» (en alemán: Die Schmach von Córdoba).
Los hinchas austríacos recuerdan con cariño este partido porque fue la primera vez en 47 años que su selección derrotó a un equipo del este o del oeste de la entonces dividida Alemania.

## Antecedentes
Austria había sorprendido ganando su grupo en la primera ronda, mientras que Alemania Federal clasificó con dificultades, mostrando un equipo en declive y con tensiones internas.
En la segunda fase, Austria llegó eliminada al último partido tras perder ante Países Bajos e Italia. Alemania, por su parte, había empatado con ambos y todavía tenía chances de avanzar, dependiendo de los resultados simultáneos.

## Partido
El partido entre Austria y Alemania se jugó en el Estadio Olímpico de Córdoba, el 21 de junio. Alemania se puso en ventaja 1–0, pero Austria logró dar vuelta el resultado con dos goles de Hans Krankl. El resultado final fue 3–2 a favor de Austria, en lo que se conoció como el Milagro de Córdoba. Ese triunfo dejó eliminados a ambos equipos, pero fue celebrado como una gesta histórica por el pueblo austríaco.
El relato del periodista Edi Finger, especialmente su célebre exclamación ¡I wer' narrisch! (¡Me estoy volviendo loco!), se volvió parte del folklore deportivo de Austria y símbolo de orgullo nacional.
Fue tal el impacto que causó el triunfo que, en 2021, la Agencia Córdoba Deportes se le obsequió al cónsul de Austria Federico Scherzer cuatro butacas originales de aquella época, para ser exhibidas en la Córdoba Platz.

## Ficha
| 1  | PO | Friedl Koncilia     |     |
| 2  | DF | Robert Sara         |     |
| 3  | DF | Erich Obermayer     |     |
| 5  | DF | Bruno Pezzey        |     |
| 7  | MC | Josef Hickersberger |     |
| 8  | MC | Herbert Prohaska    |     |
| 9  | DE | Hans Krankl         |     |
| 10 | MC | Wilhelm Kreuz       |     |
| 12 | MC | Eduard Krieger      |     |
| 14 | DF | Heinrich Strasser   |     |
| 18 | DE | Walter Schachner    | 71' |
| DT | DT | Helmut Senekowitsch |     |

| 1  | PO | Sepp Maier            |     |
| 2  | DF | Berti Vogts           |     |
| 3  | DF | Bernd Dietz           |     |
| 4  | DF | Rolf Rüssmann         |     |
| 5  | DF | Manfred Kaltz         |     |
| 6  | MC | Rainer Bonhof         |     |
| 7  | DE | Ruediger Abramczik    |     |
| 11 | DE | Karl-Heinz Rummenigge |     |
| 14 | DE | Dieter Müller         | 60' |
| 15 | MC | Erich Beer            | 45' |
| 17 | DE | Bernd Hölzenbein      |     |
| DT | DT | Helmut Schön          |     |

| 17 | DE | Franz Oberacher | 71' |

| 20 | MC | Hansi Müller  | 45' |
| 9  | DE | Klaus Fischer | 60' |

|  | 59' | Berti Vogts (ag.) |
|  | 66' | Hans Krankl       |
|  | 87' | Hans Krankl       |

|  | 19' | Karl-Heinz Rummenigge |
|  | 72' | Bernd Hölzenbein      |

|  |  | Robert Sara      |
|  |  | Herbert Prohaska |

|  |  | Ruediger Abramczik |

| Árbitro             | Abraham Klein   |
| Árbitros asistentes | Alojzy Jarguz   |
| Árbitros asistentes | Antonio Garrido |

| 1  | PO | Friedl Koncilia     |     |
| 2  | DF | Robert Sara         |     |
| 3  | DF | Erich Obermayer     |     |
| 5  | DF | Bruno Pezzey        |     |
| 7  | MC | Josef Hickersberger |     |
| 8  | MC | Herbert Prohaska    |     |
| 9  | DE | Hans Krankl         |     |
| 10 | MC | Wilhelm Kreuz       |     |
| 12 | MC | Eduard Krieger      |     |
| 14 | DF | Heinrich Strasser   |     |
| 18 | DE | Walter Schachner    | 71' |
| DT | DT | Helmut Senekowitsch |     |

| 1  | PO | Sepp Maier            |     |
| 2  | DF | Berti Vogts           |     |
| 3  | DF | Bernd Dietz           |     |
| 4  | DF | Rolf Rüssmann         |     |
| 5  | DF | Manfred Kaltz         |     |
| 6  | MC | Rainer Bonhof         |     |
| 7  | DE | Ruediger Abramczik    |     |
| 11 | DE | Karl-Heinz Rummenigge |     |
| 14 | DE | Dieter Müller         | 60' |
| 15 | MC | Erich Beer            | 45' |
| 17 | DE | Bernd Hölzenbein      |     |
| DT | DT | Helmut Schön          |     |

| 17 | DE | Franz Oberacher | 71' |

| 20 | MC | Hansi Müller  | 45' |
| 9  | DE | Klaus Fischer | 60' |

|  | 59' | Berti Vogts (ag.) |
|  | 66' | Hans Krankl       |
|  | 87' | Hans Krankl       |

|  | 19' | Karl-Heinz Rummenigge |
|  | 72' | Bernd Hölzenbein      |

|  |  | Robert Sara      |
|  |  | Herbert Prohaska |

|  |  | Ruediger Abramczik |

| Árbitro             | Abraham Klein   |
| Árbitros asistentes | Alojzy Jarguz   |
| Árbitros asistentes | Antonio Garrido |